# Semegnjevo
Semegnjevo (cyr. Семегњево) – wieś w Serbii, w okręgu zlatiborskim, w gminie Čajetina. W 2011 roku liczyła 183 mieszkańców.